# Lisna Rudnea, Dzerjînsk
Lisna Rudnea (în ucraineană Лісна Рудня) este un sat în comuna Iahodînka din raionul Dzerjînsk, regiunea Jîtomîr, Ucraina.

## Demografie
Componența lingvistică a localității Lisna Rudnea
     Ucraineană (99,02%)
     Alte limbi (0,98%)
Conform recensământului din 2001, majoritatea populației localității Lisna Rudnea era vorbitoare de ucraineană (99,02%), existând în minoritate și vorbitori de alte limbi.